# Шакарян Марія Сумбатівна
Марія Сумбатівна Шакарян (вірм. Մարիա Սմբատի Շաքարյան; 16 січня 1924 — 22 серпня 2003) — радянський і російський вчений-правознавець вірменського походження. Фахівець з цивільного процесуального права, професор, заслужений юрист РРФСР, доктор юридичних наук, лауреат вищої юридичної премії «Феміда» (2003).

## Життєпис
Народилася в селі Хнушінак Мартунінського району Нагірно-Карабаської автономної області Азербайджанської РСР — зараз село Ханоба Ходжавендського району Азербайджану. Справжнім днем народження є 16 січня, а дата 18 січня була вказана при оформленні паспорта помилково.
Після закінчення з відзнакою в 1946 в місті Баку році юридичного факультету Азербайджанського державного університету імені С. М. Кірова навчалася в аспірантурі заочного навчання Московського юридичного інституту (зараз Юридичний факультет Московського державного університету) по кафедрі цивільного права.
Професійну і наукову кар'єру почала в 1950 році в якості співробітника Московської державної юридичної академії.
Захист кандидатську дисертацію на тему «Деякі питання відшкодування збитків, завданих порушенням умов договору, укладеного між соціалістичними організаціями», відбулася в 1955 році.
Після захисту в 1972 році докторської дисертації на тему «Суб'єкти радянського цивільного процесуальних правовідносин» їй в 1974 році було присвоєно вчене звання професора.
З 1971 року по 22 серпня 2003 року залишалася незмінною завідувачкою кафедри цивільного процесу МДЮА.

## Наукова діяльність
В межах цивільного процесуального права М. С. Шакарян особливо глибоко займалася проблемами нагляду в цивільному процесі. Численні дослідження були спрямовані на аналіз шляхів реалізації конституційного права на судовий захист, вдосконалення цивільного процесуального законодавства та практики його застосування.
За свою кар'єру Марія Шакарян опублікувала понад 200 наукових праць, в тому числі монографії:
- «Субъекты советского гражданского процессуального права» (1970 г.);
- «Учение о сторонах в советском гражданском процессе» (1983 г.)
- «Участие в гражданском процессе органов государственного управления» (1983 г.)
- «Участие в гражданском процессе третьих лиц» (1978 г.).

Більшість підготовлених М. С. Шакарян статей розробляли актуальні на той момент проблеми теорії цивільного процесуального права, реалізації конституційного права на судовий захист на різних стадіях цивільного судочинства, суб'єктного складу цивільних процесуальних правовідносин.
М. С. Шакарян стала співавтором (в тому числі в деяких з них — відповідальним редактором) 10 видань підручників, випущених з 1957 по 2002 роки.
Понад 15 років очолювала дисертаційну раду МДЮА з цивілістичних галузей науки.
За внесок у правову просвіту та освіту, розвиток юридичної науки та практики 15 травня 2003 їй був вручений диплом журналу «Російська юстиція».
24 учні стали кандидатами юридичних наук, з них одна — Людмила Олексіївна Грось — стала доктором юридичних наук.

## Громадська діяльність
В якості голови підгрупи з перегляду судових постанов у складі робочої групи Президії Верховної Ради СРСР в період 1962—1964 років займалася координацією роботи над ЦПК СРСР всіх союзних республік.
З 1993 по 2002 рік брала участь у розробці Цивільно процесуального кодексу Російської федерації у складі профільної робочої групи, за що була нагороджена вищою юридичною премією «Феміда».
З 1973 року член Науково-консультативної ради Верховного Суду РРФСР.
З 1995 року — член науково-консультативної ради Вищого Арбітражного Суду РФ.
З 1975 по 1992 рік була членом науково-консультативної ради Верховного Суду СРСР.

## Науковий доробок
- Шакарян М. С. Комментарий к Гражданскому процессуальному кодексу Российской Федерации / Шакарян М. С. — 2003. — М. : ТК Велби, 2003. — 688 с. — ISBN 5-98032-298-0.
- Гражданское процессуальное право России: учеб. / отв. ред. М. С. Шакарян. — 2-е изд., испр. и доп. — М. : Былина, 1998. — 504 с.
- Гурвич, М. А. Учение об иске (состав, виды): учеб. пособие / М. А. Гурвич; отв. ред. М. С. Шакарян. — М. : ВЮЗИ, 1981. — 40 с.
- Сборник задач по гражданскому процессуальному праву / ред. М. С. Шакарян. — М. : ЮРИСТЪ, 1999. — 144 с. — ISBN 5-7975-0021-3
- Комментарий к Гражданскому процессуальному кодексу РСФСР (научно-практический) / ред. М. С. Шакарян. — 2-е изд., перераб. и доп. — М. : ЮРИСТЪ, 2001, 2002. — 944 с. — ISBN 5-7975-0399-9 : 52.65
- Гражданское процессуальное право: учебник / С. А. Алехина, В. В. Блажеев [и др.]; ред. М. С. Шакарян ; Моск. гос. юрид. акад. — М. : ТК Велби, Изд-во Проспект, 2004. — 584 с. — ISBN 5-98032-367-8
- Гражданское процессуальное право России: учебник / ред. М. С. Шакарян — М. ,1996
- Шакарян М. С. Участие третьих лиц в советском гражданском процессе / М. С. Шакарян. — М. : ВЮЗИ, 1990. — 35 с.
- Шакарян М. С. Субъекты советского гражданско-процессуального права / М. С. Шакарян. — М. : ВЮЗИ, 1970.
- Шакарян М. С. Задачи науки гражданского процессуального права в свете решений майского (1982 г.) Пленума ЦК КПСС / М. С. Шакарян // Правовое обеспечение Продовольственной программы СССР: сб. науч. тр./ Всесоюзн. юридич. заоч. ин-т. — М.: ВЮЗИ. — 1985 . — С. 35-41
- Шакарян М. С. К вопросу о теории так называемой «юридической процессуальной формы» / М. С. Шакарян, А. К. Сергун // Проблемы соотношения материального и процессуального права: сб. науч. тр./ Всесоюзн. юридич. заоч. ин-т. — М.: ВЮЗИ. — 1980 . — С. 61-86
- Шакарян М. С. Понятие субъектов советского гражданского процессуального права и правоотношения и их классификация / М. С. Шакарян //Труды Всесоюзного юридического заочного института. — М.: ВЮЗИ. — 1971 . — Том 17: Вопросы гражданского процессуального права . — С. 70-165
- Шакарян М. С. О методике чтения установочных лекций для студентов — заочников / М. С. Шакарян // Проблемы методики преподавания в заочном юридическом вузе: сб. науч. тр./ Всесоюзн. юридич. заоч. ин-т. — М.: ВЮЗИ. — 1985 . — С. 35-48
- Шакарян М. С. Основы гражданского судопроизводства (значение, некоторые вопросы совершенствования и толкования) / М. С. Шакарян // Основы гражданского судопроизводства и развитие гражданского процессуального законодательства и теории: сб. науч. тр./ Всесоюзн. юридич. заоч. ин-т. — М.: ВЮЗИ. — 1982 . — С. 3-15
- Шакарян М. С. Проблемы совершенствования правосудия по гражданским делам и гражданского процессуального законодательства в современный период / М. С. Шакарян // Проблемы защиты субъективных прав граждан и организаций в свете решений XXVI съезда КПСС: сб. науч. тр./ Всесоюзн. юридич. заоч. ин-т. — М.: ВЮЗИ. — 1988 . — С. 3-17
- Тараненко В. Ф. Некоторые новые положения гражданского процессуального права по ГПК союзных республик / В. Ф. Тараненко, М. С. Шакарян; отв. ред. М. А. Гурвич — М.: ВЮЗИ. — 1967. — 72 с.